# Nationaal Media Onderzoek
Nationaal Media Onderzoek (NMO), tot augustus 2023 bekend als Stichting KijkOnderzoek (SKO) is een Nederlandse stichting en is verantwoordelijk voor aanpassingen en innovaties in de methode van het kijkonderzoek en de controle en rapportering van de kijkcijfers. 
NMO voert het kijkonderzoek niet zelf uit, in zijn tijd als SKO liet ze dat dat doen door de marktonderzoeksorganisaties GfK en The Nielsen Company, sinds 28 augustus 2023 is de uitvoering van het kijkonderzoek in handen van onderzoeksbureau Kantar Media.
Om dit onderzoek uit te voeren zijn 1.250 huishoudens in Nederland (ongeveer 2.750 personen) voorzien van apparatuur bij al hun televisies, waarmee geregistreerd wordt wie naar welke zender kijkt. Sinds augustus 2023 zijn het aantal huishoudens verhoogd naar 1650. Het meten van kijkcijfers gebeurt via de zogeheten kijkmeter. Dit apparaat registreert, na aanmelding, naar welk programma door de kijker is gekeken. Ook eventuele gasten moeten via dit apparaat worden aangemeld. In de loop van de nacht worden de verzamelde gegevens via GPRS verzonden naar een computer die alle gegevens verzamelt.
Voor een groot aantal Nederlandse zenders registreert The Nielsen Company wat er precies wordt uitgezonden. Per uitgezonden element wordt de begin- en eindtijd geregistreerd. Voor programma's wordt geregistreerd wat de juiste titel is en er wordt een SKO codering gerapporteerd die aangeeft wat voor soort programma het is. Voor de spots wordt o.a. vermeld wat het merk, submerk, product, branche en adverteerder is. Tevens wordt gecontroleerd of de uitgezonden spot overeenkomt met de spot die de zender van plan was uit te zenden.
Deze data worden 's ochtends vroeg aan de kijkgedrag data gekoppeld, waardoor de belangrijkste kijkcijfers de ochtend na uitzending al op de website van SKO werden gepubliceerd.
Sinds 28 augustus 2023 gaat SKO door onder de naam Nationaal Media Onderzoek (NMO) en werkt sindsdien met een nieuwe methode van het meten van de kijkcijfers waarbij ze alleen definitieve kijkcijfers publiceren. Deze definitieve kijkcijfers bestaan uit de lineair aantal kijkers en worden aangevuld met de kijkers die in de eerste week het programma op een later moment terugkijken. De uitvoering van het kijkonderzoek is in handen van onderzoeksbureau Kantar Media. Hierbij werd tevens het aantal huishoudens waarbij de kijkcijfers worden gemeten uitgebreid van 1235 naar 1650 huishoudens, om zo preciezere en betrouwbare cijfers te meten. Bij deze nieuwe methode worden de kijkcijfers pas een week later openbaar gemaakt in plaats van de volgende ochtend zoals voorheen. Zenderbazen kunnen wel de lineaire kijkcijfers inzien.
NMO nam het besluit voor deze verandering omdat steeds meer mensen op hun eigen moment naar een televisieprogramma kijken in plaats van live. Volgens NMO is het kijkgedrag daardoor versplinterd en niet meer goed te meten op basis van één dag.